# Poggio Nativo
Poggio Nativo és un comune (municipi) de la província de Rieti, a la regió italiana del Laci, situat a uns 45 km al nord-est de Roma i a uns 20 km al sud-oest de Rieti. A 1 de gener de 2019 la seva població era de 2.549 habitants.
Poggio Nativo limita amb els següents municipis: Casaprota, Castelnuovo di Farfa, Frasso Sabino, Mompeo, Nerola, Poggio Moiano, Scandriglia i Toffia.
L'economia es basa principalment en l'agricultura (cereals, oliveres, vinyes, fruiters) i la ramaderia.
A Poggio Nativo hi ha un monestir budista Theravada: Santacittarama.